# Disney Stars on Parade
Disney Stars on Parade (en français, Les Vedettes Disney en parade) est un défilé présenté au parc Disneyland depuis le 25 mars 2017, à l'occasion du lancement des festivités du 25 ème anniversaire du complexe. 
Les chars de la parade ont été conçus par Jody Daily et Kevin Kidney, notamment connus pour avoir conçu ceux de la parade Happiness Is Here de Tokyo Disneyland et de la Mickey's Soundsational Parade à Disneyland.

## Parc Disneyland
Cette parade comporte 7 chars.
- Directeur créatif : Steve Davison

- Metteur en scène : Emmanuel Lenormand
- Chorégraphes : Matt West et Emmanuel Lenormand
- Première représentation : 25 mars 2017
- Nombre d'unités : 8
- Nombre de chars : 7 (+ 3 calèches issues de la Disney Magic on Parade)
- Trajet : sur la route de la parade

### Les chars
La Disney Stars on Parade est composée de 8 unités : 
- Découvrez la Magie

Un char aux influences steampunk sur lequel sont placés Mickey et tous ses amis dans des tenues d'explorateurs de l'avenir.
- Découvrez l'Amitié

La fusée de Buzz l'Éclair tire un immense chariot dans lequel sont empilés les jouets d'Andy. 
- Découvrez l'Aventure

Sur un rocher surplombant la flore luxuriante de la jungle se trouve Simba, trônant fièrement tel un roi de la savane. Plus loin, Mowgli essaie quant à lui d'échapper à Kaa qui lui a tendu un piège.
- Découvrez l'Imagination

Un rocher en forme de crâne sert de siège au Capitaine Crochet tandis que Peter Pan et ses enfants perdus se balancent à bord d'un voilier doré perché sur une immense lune de rêve.
- Découvrez un Nouveau Monde

Crush, la tortue de mer du film Le Monde de Nemo, est suspendu au-dessus du char représentant les fonds marins, où nous retrouvons les parents de Dory, sous une déferlante de bulles et les enfants de Crush qui sont avec leur père.
- Découvrez l'Enchantement

Maléfique, sous forme de dragon cracheur de feu, terrorise les visiteurs du parc. 
- Découvrez la Romance

Les princesses Disney, entourent la princesse Aurore et ses trois bonnes fées dans leurs calèches.
- Découvrez le Merveilleux

Anna et Elsa referment le cortège à bord de leur traîneau géant, tiré par Swen, monté par Olaf.

### Musique
La musique précédant la parade et assurant la transition entre les chars s'intitule Lost in the Magic. Chaque char possède sa propre bande-son. Un CD est disponible à l'achat depuis le 8 mai 2017, dans les boutiques du parc Disneyland. Il présente 2 versions de la musique d'ouverture de la parade ainsi que leur version instrumentale.